# Erwin Vandendaele
Erwin Vandendaele (Metz, 5 maart 1945) is een gewezen Belgische voetballer. Hij speelde zowel voor Club Brugge als RSC Anderlecht. Hij is ook een oud-international.

## Carrière
Erwin Vandendaele is de zoon van Irma Vandendaele en een Duitse soldaat die tijdens de Tweede Wereldoorlog om het leven kwam. Zijn vader stierf nog voor zijn geboorte. Vandendaele werd geboren in Metz, maar verhuisde na de oorlog met zijn moeder naar Gavere, waar hij werd opgevoed door zijn grootouders. In datzelfde Gavere begon de 9-jarige Vandendaele te voetballen bij RC Gavere. Midden jaren 60 stapte de jonge aanvaller over naar Club Brugge voor een bedrag van 900.000 BEF (zo'n €22.000). In eerste instantie kwam Vandendaele niet veel aan spelen toe. In de aanval liepen namelijk clubiconen als Raoul Lambert en Johny Thio. Vandendaele werd omgevormd tot middenvelder en onder leiding van trainer Ladislav Dupal werd hij een vaste waarde bij blauw-zwart.
Toen Norberto Höfling als nieuwe coach werd aangesteld won Vandendaele zijn eerste prijs met Club Brugge. In 1968 veroverde de club de Beker van België. Een trofee die ook twee seizoenen later naar blauw-zwart ging. Club ontpopte zich eind jaren 60 tot een topclub in België, maar een nieuwe landstitel bleef uit.
Vandendaele werd ondertussen vooral als libero gebruikt. De gewezen middenvelder werd zo een van de absolute sterkhouders van het elftal. Dat leverde hem in 1971 de Gouden Schoen op. Vandendaele was pas de tweede speler van Club Brugge, na doelman Fernand Boone, die de Gouden Schoen in ontvangst mocht nemen. Twee jaar later werd hij ook nog eens derde in deze verkiezing na winnaar Maurice Martens en Nico Dewalque.
In 1973 werd Club Brugge voor de tweede keer in de geschiedenis van de club landskampioen. Trainer Leo Canjels had zijn team naar de titel geloodst, maar vertrok toch op het einde van het seizoen. Zijn assistent Jacques de Wit nam even over en nadien werd de Oostenrijkse succescoach Ernst Happel binnengehaald. Maar Happel en Vandendaele, die ondertussen de aanvoerdersband van Thio had overgenomen, kwamen niet goed overeen, waardoor Vandendaele overstapte naar concurrent RSC Anderlecht.
Voorzitter Constant Vanden Stock legde 10 miljoen BEF (zo'n €250.000) op tafel voor de libero van Club Brugge. Vandendaele viel vooral op met zijn goede techniek en na het vertrek van Paul Van Himst werd hij zelfs aanvoerder van RSC Anderlecht. In 1975 won hij met paars-wit de Beker van België en een jaar later de Europacup II. De finale van de Europacup miste Vandendaele echter door een blessure. Begin juni 1976 won RSC Anderlecht opnieuw de Beker van België. Het versloeg in de finale Lierse SK met 4-0, waarbij Vandendaele het derde doelpunt maakte. In de UEFA Super Cup 1976 eind augustus wordt er met 4-1 gewonnen van FC Bayern München. Het volgende seizoen bereikte paars-wit opnieuw de finale van Europacup II. Deze keer stond Vandendaele wel op het veld, maar werd er met 2-0 verloren van Hamburger SV.
Na de verloren finale verhuisde de toen 32-jarige Vandendaele naar het Franse Stade Reims. De club eindigde dat seizoen net boven de degradatiezone. Nadien keerde Vandendaele terug naar België, waar hij zich aansloot bij tweedeklasser KAA Gent. Een jaar later werd hij met de Buffalo's kampioen in Tweede Klasse. Daarna voetbalde hij nog een jaar voor US Tournaisienne als speler-trainer, naast onder meer Jules Bocandé, om er het daaropvolgende seizoen trainer te worden.
Als trainer keerde Vandendaele ook nog een paar keer terug naar KAA Gent. In 2005 werd hij zelfs scout voor de Buffalo's. Hij is ook de oprichter van een tennisclub in Asper.

## International
Vandendaele werd in 1970 voor het eerst geselecteerd voor de nationale ploeg van België. Het was toenmalig bondscoach Raymond Goethals die hem in de nationale selectie opnam. Hij mocht dat jaar van Goethals ook mee naar het WK 1970 in Mexico. België werd dat toernooi uitgeschakeld in de eerste ronde.
Twee jaar later nam Goethals hem mee naar het EK 1972. België was gastland en bereikte de halve finale, waarin het werd uitgeschakeld door latere winnaar West-Duitsland. De Belgen haalden nadien de derde plaats door tegen Hongarije te winnen.
Vandendaele speelde onder Goethals ook mee in de kwalificaties voor het WK 1974. De nationale ploeg van België eindigde in Groep 3 met gelijke punten als Nederland. De Belgen incasseerden tijdens de campagne geen enkel tegendoelpunt, maar moesten thuisblijven door een lager doelpuntensaldo. In het beslissende duel in Amsterdam zagen de Belgen toen in de 84e minuut bij 0-0 stand een zuiver doelpunt van hen afgekeurd.
In totaal speelde Vandendaele 32 keer voor de Rode Duivels. Hij scoorde één keer. In 1971 maakte hij het enige doelpunt van de wedstrijd in een vriendschappelijke confrontatie met Luxemburg.